# Kresolpurpur
Kresolpurpur ist ein Triphenylmethanfarbstoff und gehört zur Gruppe der Sulfonphthaleine. Es findet Verwendung als pH-Indikator. Sein Phthalein-Analogon ist das m-Kresolphthalein. Durch Bromierung kann das Bromkresolgrün dargestellt werden.

## Eigenschaften
Es liegen zwei Farbumschlagspunkte vor:
- pH 1,2–2,8: Farbänderung von rot nach gelb
- pH 7,4–9,0: Farbänderung von gelb nach violett

Kresolpurpur enthält zwei Hydroxygruppen und einen wenig stabilen Sultonring. Im wässrigen Medium wird dieser Ring gespalten, und nach einer Umlagerung entsteht die chinoide gelb gefärbte Form des Farbstoffs. Im stark saurem Milieu (pH < 1,2) wird das chinoide System protoniert, die Lösung wird dadurch rot. Im basischen Milieu (pH = 7,4–9,0) wird die Hydroxygruppe deprotoniert und die Lösung färbt sich violett.

## Verwendung
Kresolpurpur wird bei Säure-Base-Titrationen als Indikator eingesetzt. Dabei wird meistens nur der zweite Umschlagsbereich (pH = 7,4–9,0) zur Indikation verwendet.